# Michele Pedrazzini
Michele Pedrazzini (* 3. Dezember 1819 in Ascona; † 13. September 1873 in Bellinzona) war ein Schweizer Rechtsanwalt, Journalist, Politiker und Tessiner Grossrat und Nationalrat.

## Leben
Michele Pedrazzini war der Sohn des Grundbesitzers Pietro und dessen Ehefrau Angela geborene Camani. Er heiratete Agostina Molo. Nach dem Collegio Papio in Ascona studierte er Rechtswissenschaften an den Universitäten von Pavia und Paris, wo er 1843 seinen Abschluss machte. Er war Rechtsanwalt und Notar in Cevio von 1844 bis 1855 und Bellinzona von 1855 bis 1873 sowie Schulinspektor in Vallemaggia bis 1848. Er war Anhänger der fusionistischen Bewegung und später der konservativen Partei.
Er war Abgeordneter des Tessiner Grossrats von 1848 bis 1855, von 1859 bis 1864, (Präsident 1849 und 1854) und des Nationalrats von 1860 bis 1873. Er war Herausgeber der Zeitung La Riforma federale, in der er 1872 für das Projekt der Revision der Bundesverfassung der Schweizerischen Eidgenossenschaft warb, die jedoch im selben Jahr in einer Volksabstimmung abgelehnt wurde.